# 登卡纳尔
登卡纳尔（Dhenkanal），是印度奥里萨邦Dhenkanal县的一个城镇。总人口57651（2001年）。

## 人口
该地2001年总人口57651人，其中男性30479人，女性27172人；0—6岁人口5939人，其中男3129人，女2810人；识字率78.99%，其中男性为83.81%，女性为73.59%。